# ベイカー・ストリート駅
ベーカー・ストリート駅（ベーカー・ストリートえき、英語: Baker Street tube station）はロンドンにあるロンドン地下鉄の鉄道駅である。
サークル線、ハマースミス&シティー線、メトロポリタン線、ベーカールー線およびジュビリー線の5路線が発着している。トラベルカード・ゾーン1に属する。
駅はベイカー・ストリート（ベーカー街）とメリルボーン・ロード (Marylebone Road) の交差点付近にある。

## 歴史

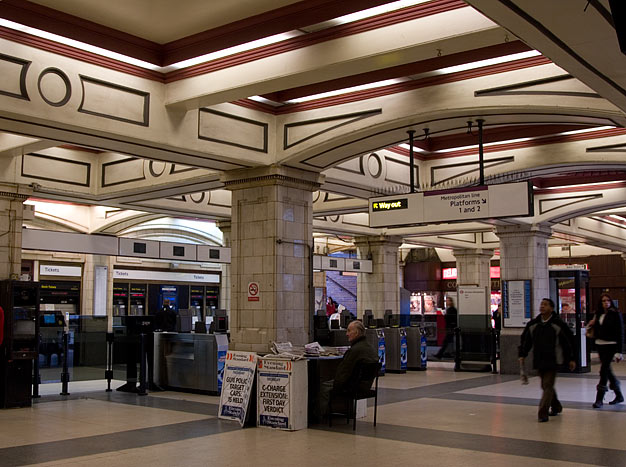
中央切符売場

ベーカー・ストリート駅は1863年1月10日にメトロポリタン鉄道（略称MR）により、世界初の地下鉄の、最初の区間の駅のひとつとして開業した。このプラットホームには現在、サークル線とハマースミス&シティー線の2路線が発着する。
1868年4月13日、同ホームに隣接して、スイス・コテージ駅（現在のジュビリー線スイス・コテージ駅とは異なる駅で、現在廃止）までの支線の一部として現在メトロポリタン線が発着するホームが開業した。MRの駅は主に、ミドルセックスおよびワットフォード方面への普通列車を提供するLNWRのユーストン駅と、後にはアイルズベリー方面および同線をそれより向こうにまで急行列車を提供するGCRのメリルボーン駅とも、旅客輸送を競った。
その後数十年にわたり、駅の4本のホームは多くの改築をうけた。現在のメトロポリタン線ホームは主に1925年からのもので、また建築家Charles Clarkの設計による地下構造部分もまた同じ頃からのものである。
現在のベーカールー線ホームは、1906年3月10日に、ベーカー・ストリート・アンド・ウォータールー鉄道（略称BS&WR、現在のベーカールー線）の初期開業区間の北側の終点として開業した。その後、南行きのホームとベーカー・ストリート駅からフィンチリー・ロード駅までの地下トンネルを建設した後に、1939年11月20日よりウェンブリー・パーク駅からスタンモア駅間のメトロポリタン線スタンモア支線およびフィンチリー・ロード駅とウェンブリー・パーク 駅間の途中駅を引き継いでベーカールー線スタンモア支線とした。
1979年5月1日、新たに北方面のホームを加え、ベーカー・ストーリー駅 - ウェンブリー・パーク - スタンモア駅間の、ベーカールー線スタンモア支線を引き継ぎ、これにチャリング・クロス駅 - ベーカー･ストリート駅を新規に建設してジュビリー線が開業した。
1973年8月23日、爆弾が切符売り場内の買物袋の中から見つかった。爆弾は爆発物処理隊によって除去された。同月の30日には駅員の一人が跨線橋の上に別の爆弾があるのを発見した。これもまた、負傷者を出さずに処理された。

## 駅の現在

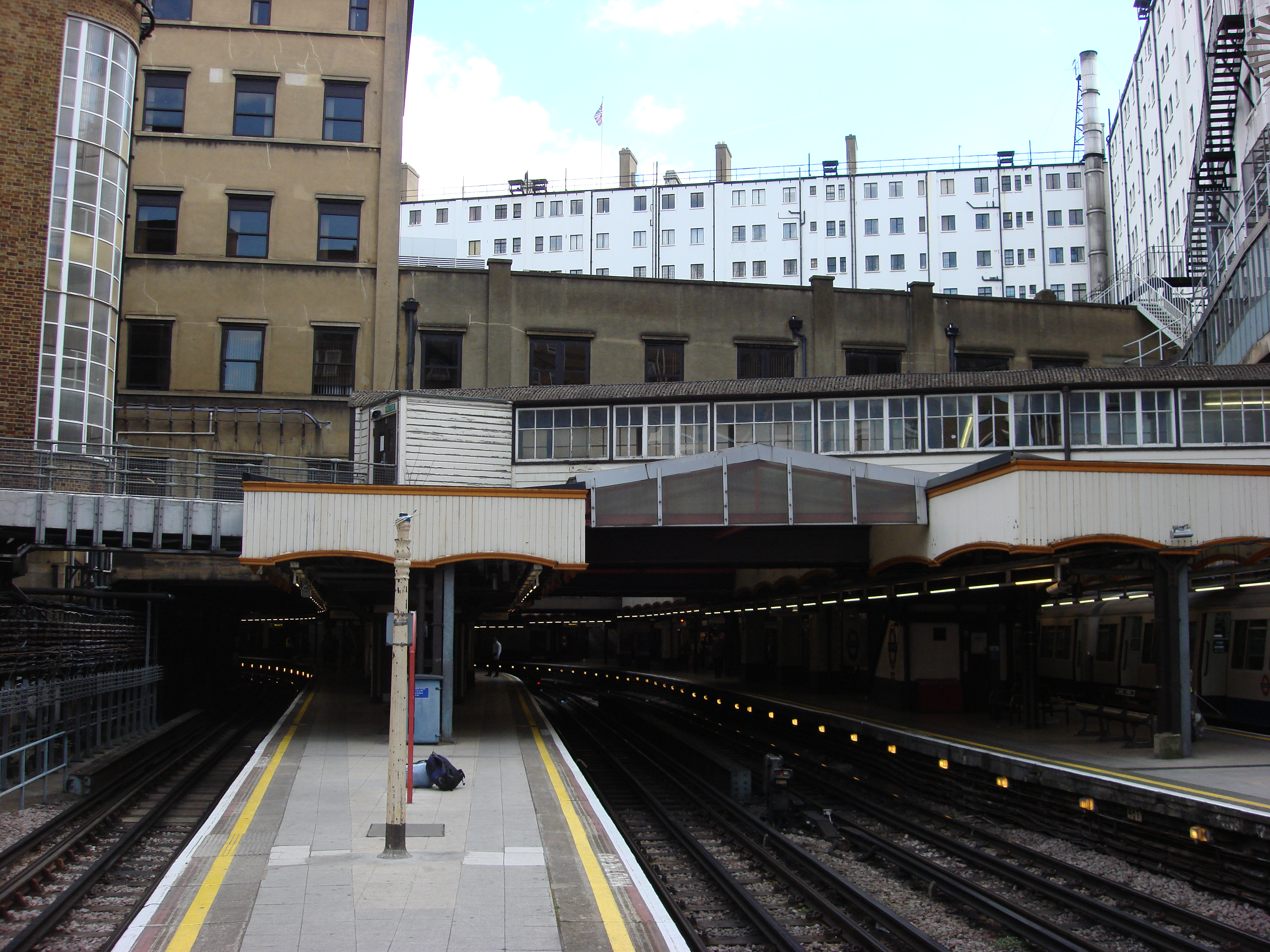
メトロポリタン線ホーム

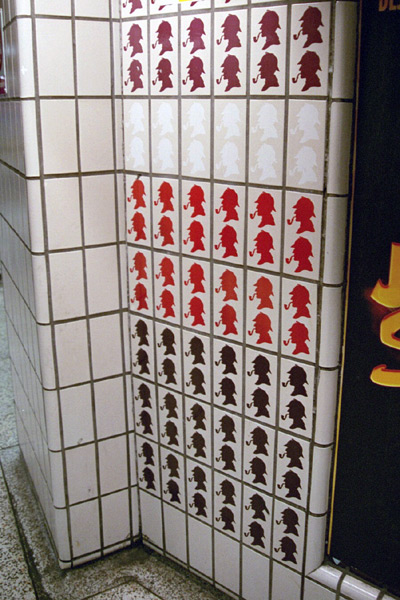
ベーカー・ストリートの架空のシャーロック・ホームズの探偵事務所を記念した、ユニークなタイルワーク

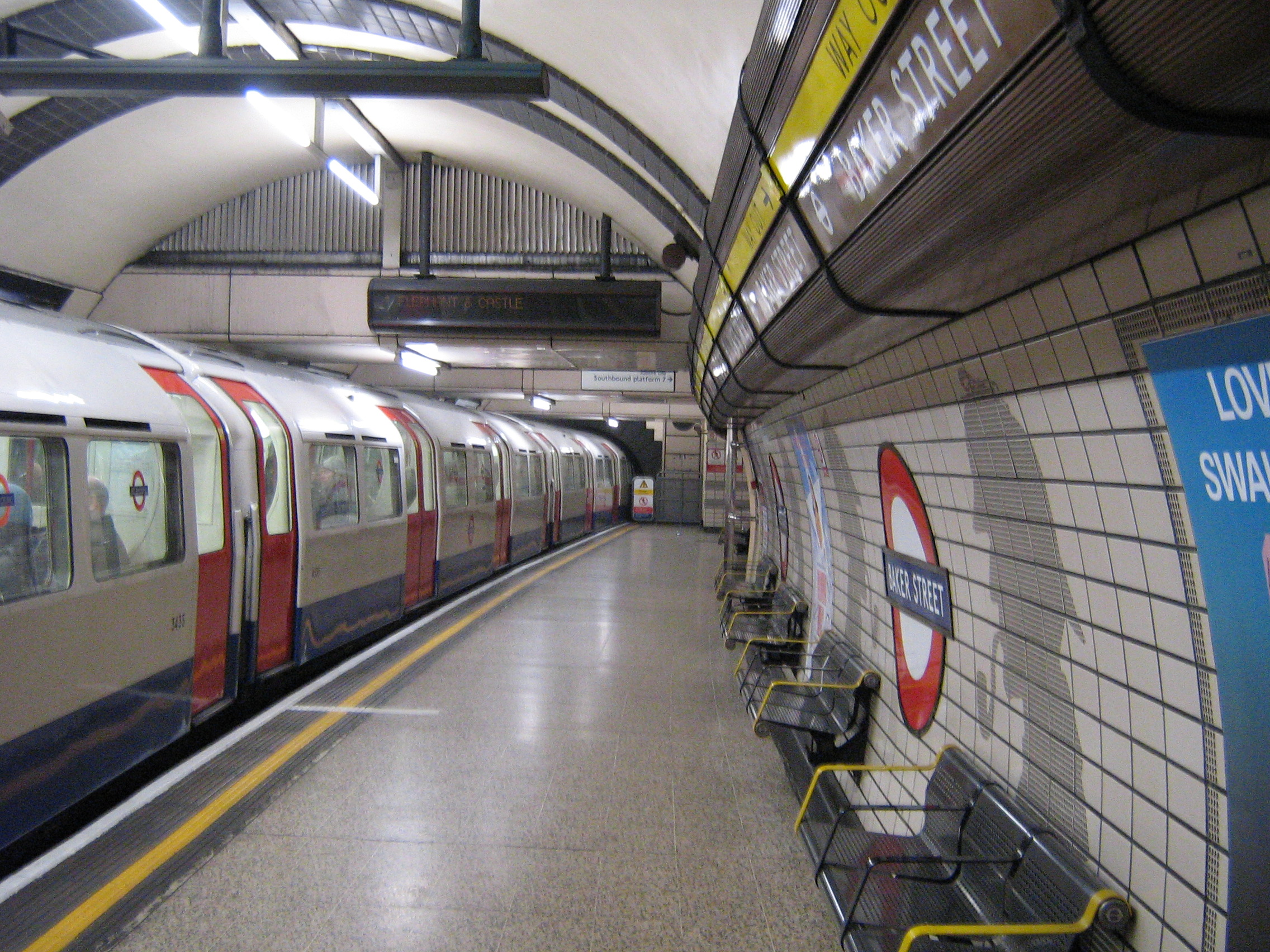
ベーカールー線ホームの壁にもタイルワークが。

ベーカー・ストリート駅は合計で10番線まで（メトロポリタン線が4線、ベーカールー線・ジュビリー線が2線ずつ、サークル線・ハマースミス&シティー線が共用で2線）あり、ロンドン地下鉄路線網では最も多いホームを持つ駅となっている。
MRのオリジナルの駅では、地下にあるサークル線・ハマースミス&シティー線のホームは最もよく残っている。ホームに沿ってある額ではこの駅の古い設計図と写真を飾っている。
駅の構造はかなり複雑である。地下にある駅舎は、掘割構造であるメトロポリタン線の駅に繋がっている。一部のメトロポリタン線の列車はこの駅を終点とするが、ホームのすぐ南側にはメトロポリタン線とサークル線の線路を接続する短絡線があり、多くのメトロポリタン線の列車はシティー・オブ・ロンドンのアルドゲイト駅まで運行される。
その下にはベーカールー線とジュビリー線の地下深い層の駅がある。これらは対面乗り換えに配置されている。
メリルボーン・ロード出口の外には、シャーロック・ホームズの大きな像がベーカー街にあった架空の探偵事務所を記念している。この像は2005年に、アメリカのテレビ番組シリーズ『アメージング・レース』において、ランドマークとして大きく特集された。
1980年代にベーカー・ストリート駅の最も古い部分は、各部が1863年当時の外観と同じになるよう復元された。

## ホームの配置

### メトロポリタン線
| メトロポリタン線 アマーシャム駅、チェシャム*、アクスブリッジまたは、ワトフォード方面                   |
| 1番線（北方面） 島式ホーム 2番線（北方面）                                                             |
| メトロポリタン線 アルドゲイトから、アマーシャム駅、チェシャム*、アクスブリッジまたは、ワトフォード方面 |
| メトロポリタン線 アルドゲイト方面                                                                      |
| 3番線（南方面） 島式ホーム 4番線（北方面）                                                             |
| メトロポリタン線 アマーシャム駅、チェシャム*、アクスブリッジまたは、ワトフォード方面                   |

* Limited Service

### サークル線、ハマースミス&シティー線
| 相対式ホーム 5番線（東方面）                                         |
| → サークル線とハマースミス&シティー線 リバプール・ストリート駅経由 → |
| ← サークル線とハマースミス&シティー線 ハマースミス方面 ←             |
| 6番線（西方面） 相対式ホーム                                         |

### ジュビリー線・ベイカールー線

#### 南方面
| → ジュビリー線 ストラトフォード方面 →          |
| 7番線（南方面） 島式ホーム 8番線（南方面）     |
| → ベイカールー線 エレファント&キャッスル方面 → |

#### 北方面
| ← ジュビリー線 スタンモア方面 ←                    |
| 10番線（北方面） 島式ホーム 9番線（北方面）        |
| ← ベイカールー線 ハーロウ&ウィールドストーン方面 ← |

## 隣の駅
ロンドン交通局
ロンドン地下鉄
■ベイカールー線
メリルボーン駅 - ベイカー・ストリート駅 - リージェンツ・パーク駅
■サークル線
エッジウェア・ロード駅 - ベイカー・ストリート駅 - グレート・ポートランド・ストリート駅
■ハマースミス&シティー線
エッジウェア・ロード駅 - ベイカー・ストリート駅 - グレート・ポートランド・ストリート駅
■メトロポリタン線
フィンチリー・ロード駅 - ベイカー・ストリート駅 - グレート・ポートランド・ストリート駅
フィンチリー・ロード駅 - ベイカー・ストリート駅
■ジュビリー線
セント・ジョンズ・ウッド駅 - ベイカー・ストリート駅 - ボンド・ストリート駅

## 近隣
- 王立音楽アカデミー
- マダム・タッソー館
- ロンドン・プラネタリウム
- シャーロック・ホームズ・ミュージアム